# Trabucchetto
Il trabucchetto o garbo è uno strumento che permette di dare forma a una barca senza il piano di costruzione, è una tecnica progettuale ed operativa che determina la forma trasversale della barca partire dall'ordinata centrale. Questa viene costruita con un modello che ne riproduce la metà, perciò viene anche definito mezzo garbo. Le notizie in merito sono tratte da una pubblicazione di Gabriella Mondardini, Gente di mare in Sardegna, Antropologia dei saperi dei luoghi e dei corpi, Istituto Regionale Etnografico, Nuoro, 1997.
L'uso del trabucchetto per la costruzione delle barche tradizionali era diffuso nei piccoli cantieri delle coste meridionali italiane: in Sardegna, in Campania, in Sicilia dove è chiamato normalmente mezzo garbo. Si usava in Grecia, Francia, Portogallo e perfino a Venezia, per la costruzione della gondola, con denominazioni diverse ma simile nell'impiego. Oggi è ormai in disuso.
Dal garbo prese il nome la riforma del "garibetto" genovese, promulgata da Andrea Doria in seguito alla congiura di Gian Luigi Fieschi nel 1547.
Di seguito si descrive l'uso la progettazione del trabucchetto per la costruzione di un gozzo da pesca.

## La barca tradizionale
La barca tradizionale in legno è costituita da una ossatura che comprende una struttura centrale longitudinale costituita dalla chiglia, dalle ruote e i dritti di poppa e prua e una serie di elementi trasversali, ordinate, composte da due parti, il madiere e gli staminali, opportunamente garbati in base alla posizione che assumono nel corpo della barca. L'ordinata centrale è detta ordinata maestra.

## Descrizione del trabucchetto
Nella pratica vengono messi in opera due elementi essenziali, il trabucchetto e la tavoletta:
Il trabucchetto è costituito da una sagoma di legno ricurva, la cui forma riproduce, in scala reale, la mezza ordinata maestra della barca. Alla base di esso sono tracciati dei segni, il cui utilizzo consente di costruire i modelli delle altre ordinate del corpo della barca. Nella zona di curvatura ci sono due segnature, a definire la fine del madiere e l'inizio dello staminale, che si congiungono sovrapponendosi.
La tavoletta è un'asta di legno con tanti segni quante sono le ordinate da costruire e nella pratica operativa concorre alla definizione dei modelli delle ordinate.

## Impiego del trabucchetto
Il maestro d'ascia costruisce un trabucchetto di dimensioni appropriate ad ogni tipo e dimensione di barca. Il trabucchetto serve dunque a disegnare i modelli di una o due ordinate maestre e le successive verso poppa e verso prua. Per realizzare questi modelli il maestro procede secondo le seguenti fasi operative:
- Usa la base di un foglio di compensato come linea di riscontro orizzontale e quindi traccia con la squadra una linea verticale che rappresenta l'asse di mezzeria della chiglia e quindi della barca.
- Colloca il trabucchetto con il riscontro inferiore sull'asse di mezzeria, facendo sì che la riga risulti parallela alla base e traccia il disegno della mezza ordinata maestra, segnandone l'estremità superiore che andrà poi raccordandosi con le ordinate successive a determinare l'insellatura.
- Capovolge il trabucchetto e ripetendo le stesse operazioni ottiene la forma speculare della mezza ordinata maestra.
- Ora passa a realizzare il disegno delle ordinate successive alle due maestre, ad esempio l'esecuzione del modello della ordinata numero 6. Il maestro colloca il trabucchetto col segno numero 6 sull'asse di mezzeria, quindi lo solleva, facendo scorrere la tovoletta fino al segno numero 6. Si assicura che la riga si trovi in posizione orizzontale e traccia il tratto superiore della ordinata a partire dal punto di massima curvatura. Quindi evidenzia il punto in corrispondenza della massima curvatura del trabucchetto, che servirà da riscontro nella operazione successiva. Fa scorrere poi il trabucchetto per riportarlo col riscontro inferiore sulla intersezione delle coordinate del piano di lavoro e col gomito in corrispondenza del segno descritto in precedenza, traccia la parte inferiore della ordinata assicurandosi che la parte superiore e quella inferiore si raccordino in modo armonioso.
- Completati i disegni delle ordinate del corpo centrale dello scafo costruisce le dima cioè i modelli per la costruzione dei singoli madieri e staminali.

Le ordinate rimanenti verso poppa e verso prua vengono costruite successivamente, dopo che il corpo centrale viene cinto, a diverse altezze, da listelli o forme longitudinali, opportunamente collegati alla prua e alla poppa.

## Progettazione del trabucchetto e della tavoletta
I modelli delle ordinate del corpo centrale della barca, come si è visto, si realizzano grazie all'uso del trabucchetto e della tavoletta, sulla base dei segni dell'uno e dell'altra. Questi strumenti vanno riadattati o ricostruiti per una barca più piccola o più grande. Una volta costruito il trabucchetto avente la forma della mezza ordinata maestra, occorre progettare i segni che determineranno lo scorrimento. La tecnica per ottenerli si fonda, su un procedimento empirico definito dal maestro d'ascia raggio, ma che si basa su delle precise formule trigonometriche:
- Il procedimento consiste nel disegnare col compasso un semicerchio avente per raggio la distanza fra le ordinate. Sulla metà del semicerchio vengono praticati delle tacche equidistanti, di numero uguale alle ordinate che si vogliono costruire col trabucchetto:
- Col compasso si rileva le semicorde (ascisse) in corrispondenza delle tacche e le riporta sulla parte inferiore a determinare i segni del trabucchetto, che rappresentano quanto lo stesso deve arretrare e ruotare per disegnare, nella fase di impiego, ciascuna delle ordinate successive a quella maestra.

Altra applicazione della stessa procedura è quella che serve a definire i segni sulla tavoletta che verranno utilizzati per far scorrere il trabucchetto e determinare l'inchigliatura della barca:
- Il metodo usato per definire i segni sulla tavoletta è uguale a quello precedente, ma in questo caso si utilizza un semicerchio avente un raggio più piccolo, pari allo spessore della chiglia, così che le distanze fra i segni sono di misura inferiore.

I segni del trabucchetto e della tavoletta, hanno distanze crescenti a indicare che sono destinati a costruire via via ordinate decrescenti, più lontane dalla ordinata maestra. Ciò assicura alla barca una forma armoniosa nel suo decrescere verso prua e stellarsi verso poppa.